# نیکی شینبون
نیکی شینبون (به ژاپنی: ニッケイ新聞, Nikkei Shinbun)، یک روزنامه ژاپنی زبان است که در لیبرداد، سائو پائولو، برزیل منتشر می‌شود. این یکی از دو روزنامه ژاپنی است که در آن شهر منتشر می‌شود و دیگری سائوپائولو شیمبون است.